# Ходж, Альберт Хэмсток
Альберт Хемсток Ходж (англ. Albert Hemstock Hodge ; 17 июля 1875, Глазго, Ланаркшир — 27 января 1918, Лондон) — британский шотландский скульптор, автор ряда памятников.

## Биография
Ходж родился в Порт-Эллене на острове Айлей (в архипелаге Внутренних Гебридских островов на западе Шотландии).
Художественное образование получил в Школе искусств Глазго в мастерской Уильяма Келлока Брауна. В дальнейшем сначала работал скульптором-декоратором совместно с архитектором Уильяма Лейпером, а затем начал самостоятельную карьеру.
Среди наиболее известных его работ: полноразмерный памятник королеве Виктории на фасаде здания Королевской больницы в Глазго и Роберту Бернсу в Стерлинге.
С 1901 года проживал в Лондоне, где скончался в декабре 1917 или в январе 1918 года.

## Галерея

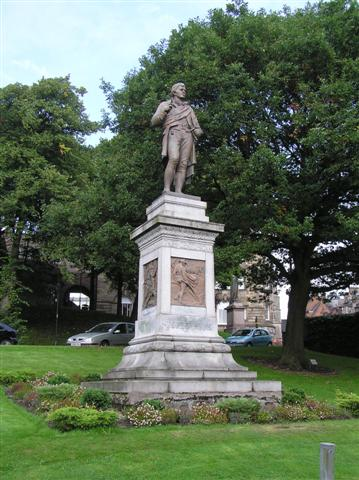
Памятник Роберту Бернсу в Стерлинге
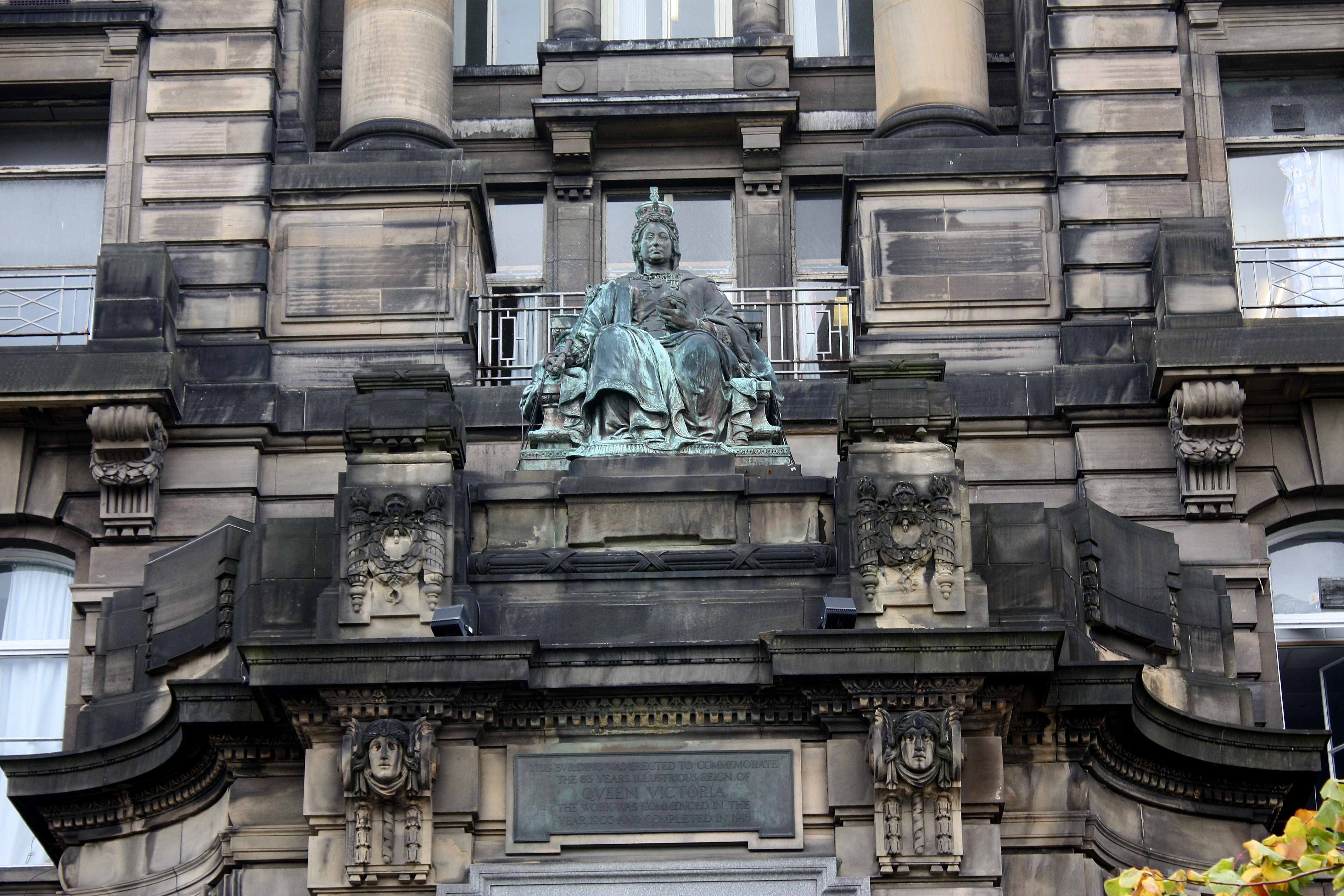
Памятник королеве Виктории на фасаде здания Королевской больницы в Глазго
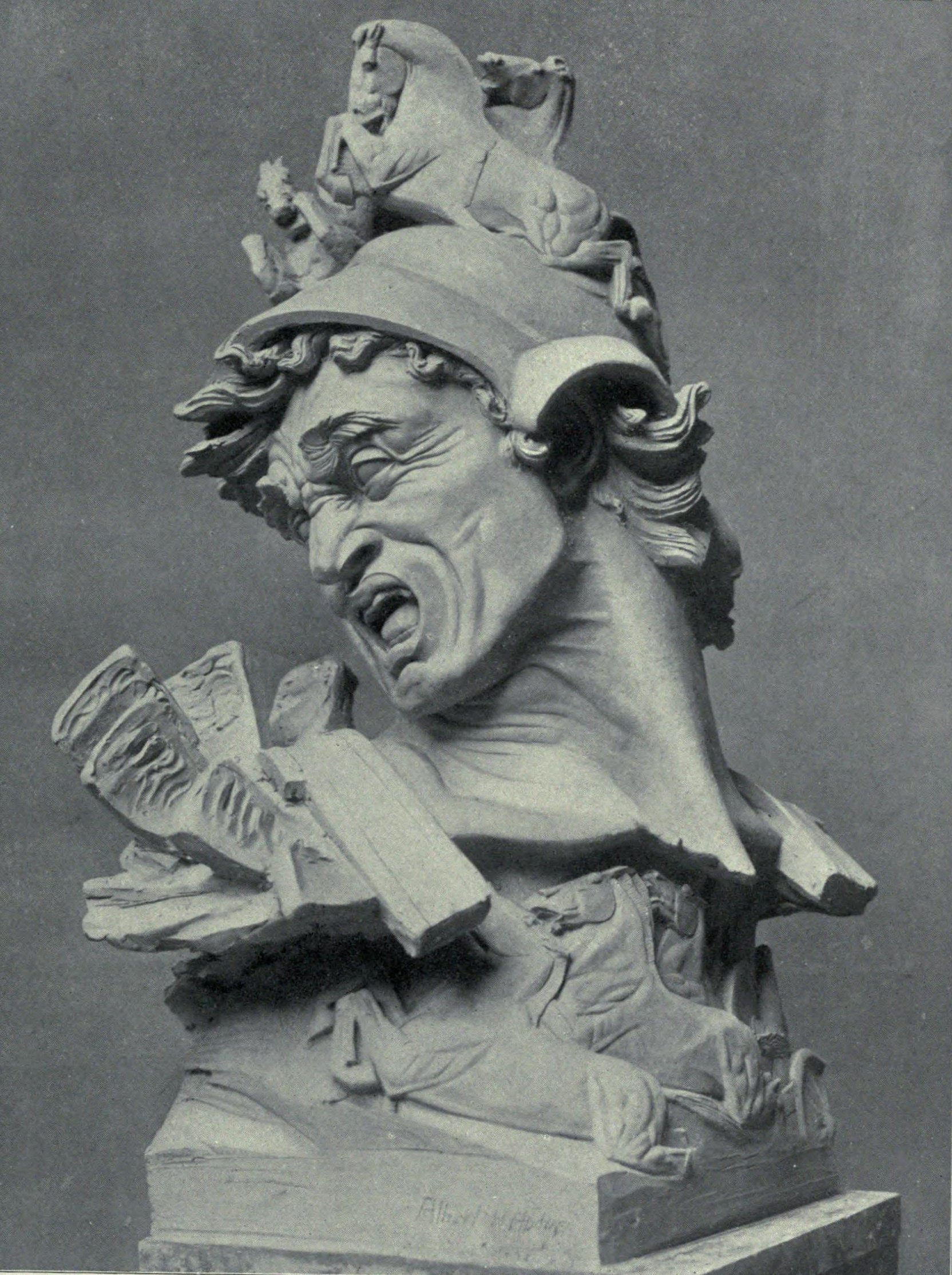
Аллегорический бюст «Война — ненависть и страдание»
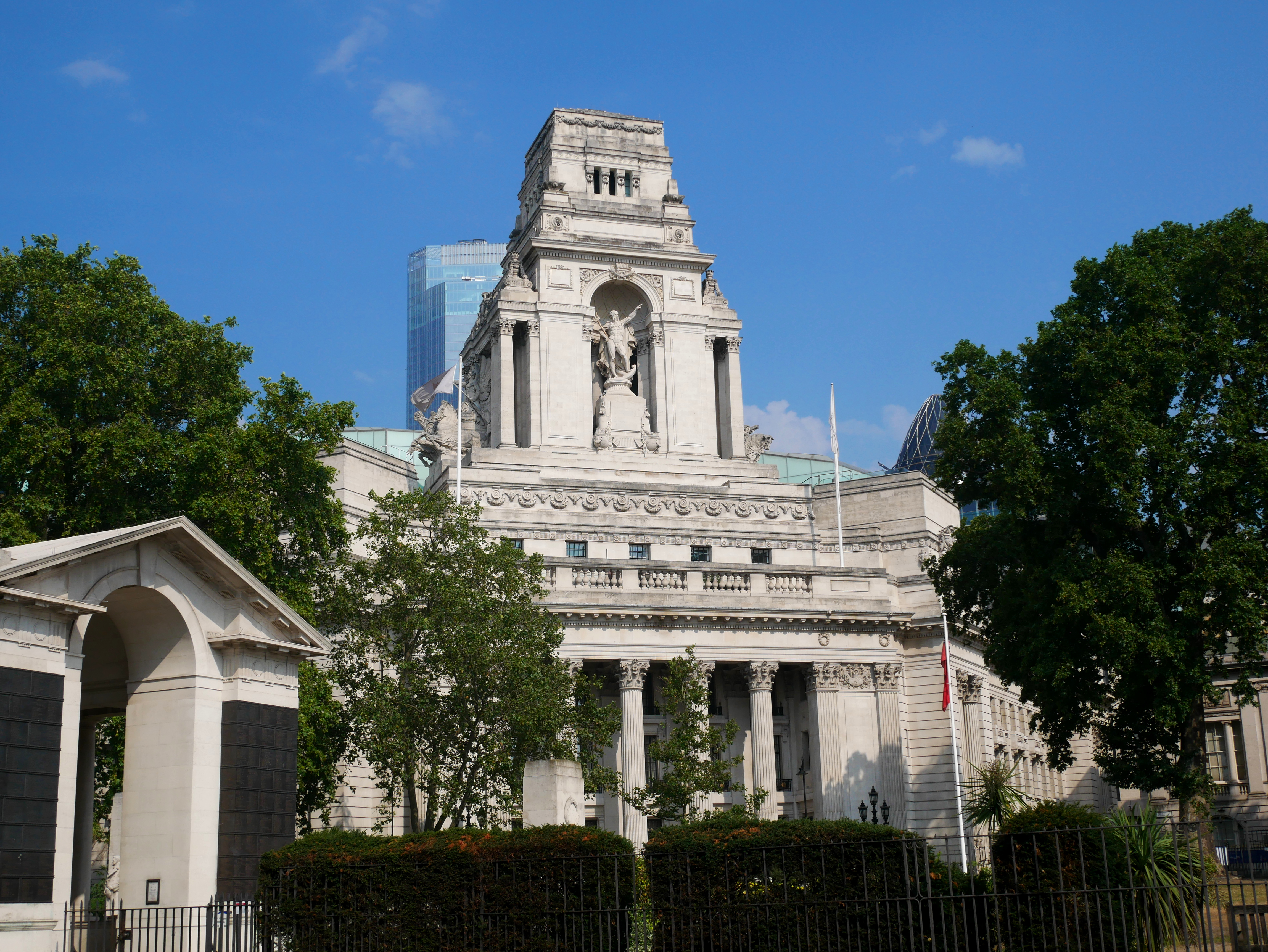
Аллегория Темзы (в виде мужской фигуры) на вершине исторического главного здания лондонского порта
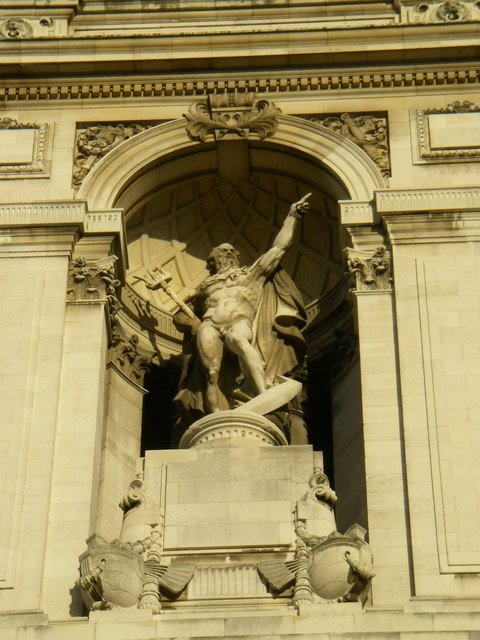
Та же фигура вблизи
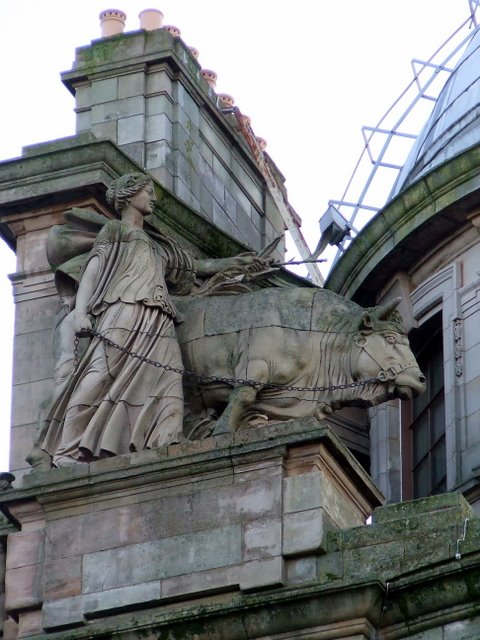
Деметра с быком на здании Клайдпорт-билдинг в Глазго
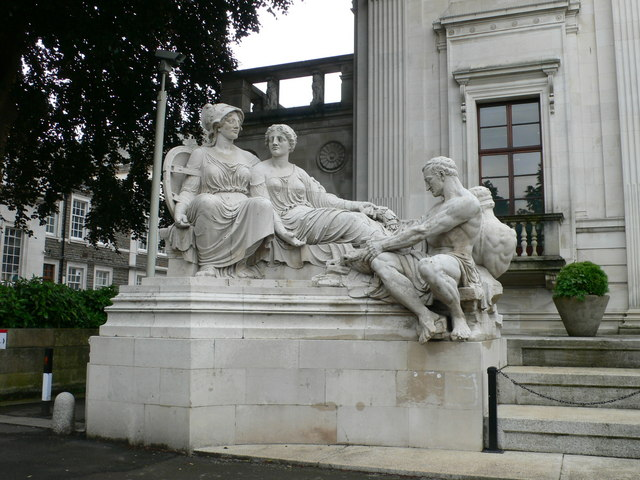
Аллегорическая композиция перед входом в Гламорган-билдинг (ныне одно из зданий Кардифского университета, Кардифф, Уэльс)
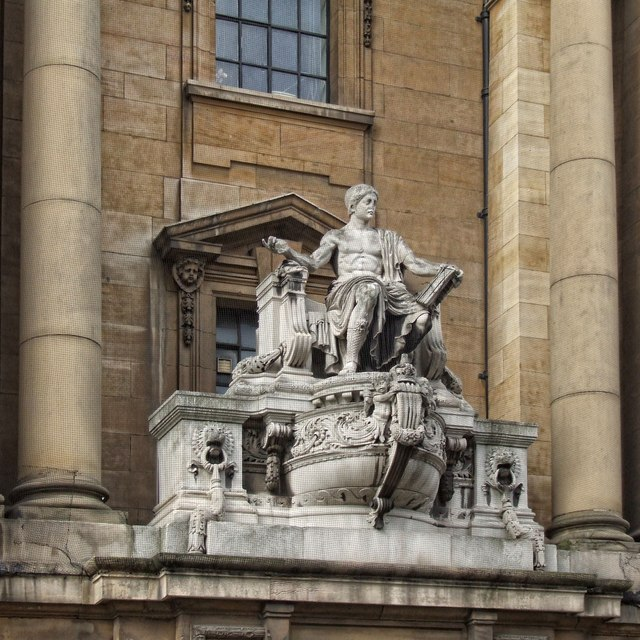
Аллегория Юстиции на здании городской ратуши, Кингстон-апон-Халл